# (200046) 2007 TP371
(200046) 2007 TP371 es un asteroide que forma parte de los asteroides troyanos de Júpiter, descubierto el 13 de octubre de 2007 por el equipo del Catalina Sky Survey desde el Catalina Sky Survey, Arizona, Estados Unidos.

## Designación y nombre
Designado provisionalmente como 2007 TP371.

## Características orbitales
2007 TP371 está situado a una distancia media del Sol de 5,265 ua, pudiendo alejarse hasta 5,374 ua y acercarse hasta 5,157 ua. Su excentricidad es 0,020 y la inclinación orbital 4,860 grados. Emplea 4413,56 días en completar una órbita alrededor del Sol.

## Características físicas
La magnitud absoluta de 2007 TP371 es 12,8. Tiene 17,317 km de diámetro y su albedo se estima en 0,065.